# Phraates I
Phraates I (Perzisch: Farhad I) was koning van de Parthen van 176 v.Chr. tot 171 v.Chr..
Tijdens de regering van Phraates' vader Priapitius had Parthië onafhankelijkheid van de Seleuciden herwonnen. Phraates versterkte het rijk door heel het gebied van Hyrcanië terug te veroveren op Antiochus IV, die niet in staat was om tegenstand te bieden, en door de bergstam van de Mardi, ten zuiden van de Kaspische Zee, te onderwerpen.
In 171 v.Chr. voerde Phraates een veldtocht tegen de Skythen ten noorden van Parthië. Zijn campagne werd echter geplaagd door logistieke problemen. Door het tijdverlies dat dit hem opleverde, kregen de Skythen de kans zich goed voor te bereiden op de slag. Ze sloten een bondgenootschap met een deel van de bergstam van de Mardi (die eerder al door Phraates onderworpen waren) en legden een hinderlaag. Phraates raakte zwaargewond en overleed. Kort voor zijn dood wees hij zijn broer en generaal Mithridates aan als zijn opvolger, volgens Junianus Justinus omdat hij hem geschikter achtte voor het koningschap dan zijn eigen kinderen.